# Междуречье (Саратовская область)
Междуречье — село в Вольском районе Саратовской области Российской Федерации. Административный центр Междуреченского муниципального образования.

## История
В 1984 г. Указом Президиума ВС РСФСР село Поселок переименовано в Междуречье.

## Население
| 2002 | 2010 |
| ---- | ---- |
| 647  | ↘528 |